# 对面泉站
对面泉站是位于黑龙江省讷河市对面泉村的一个铁路车站，邮政编码161346。车站建于1973年，有富西铁路经过该站，现不办理客货运业务，车站及其上下行区间均未电气化。车站距离富裕站119公里，隶属哈尔滨铁路局，是五等站。